# Desvío (ferrocarril)

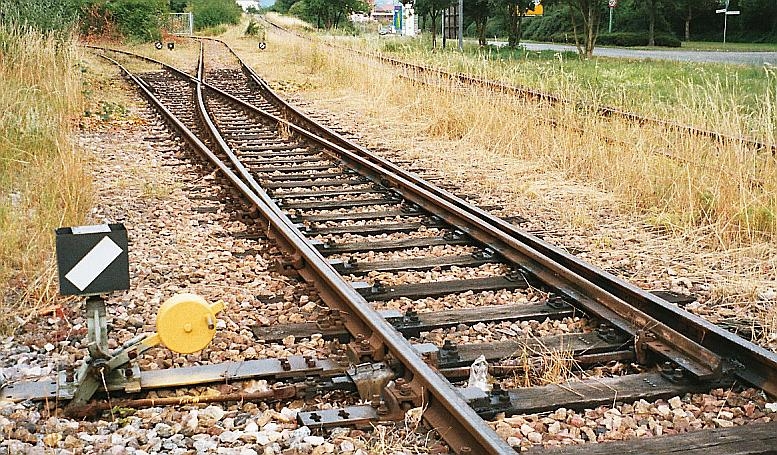
Desvío manual.

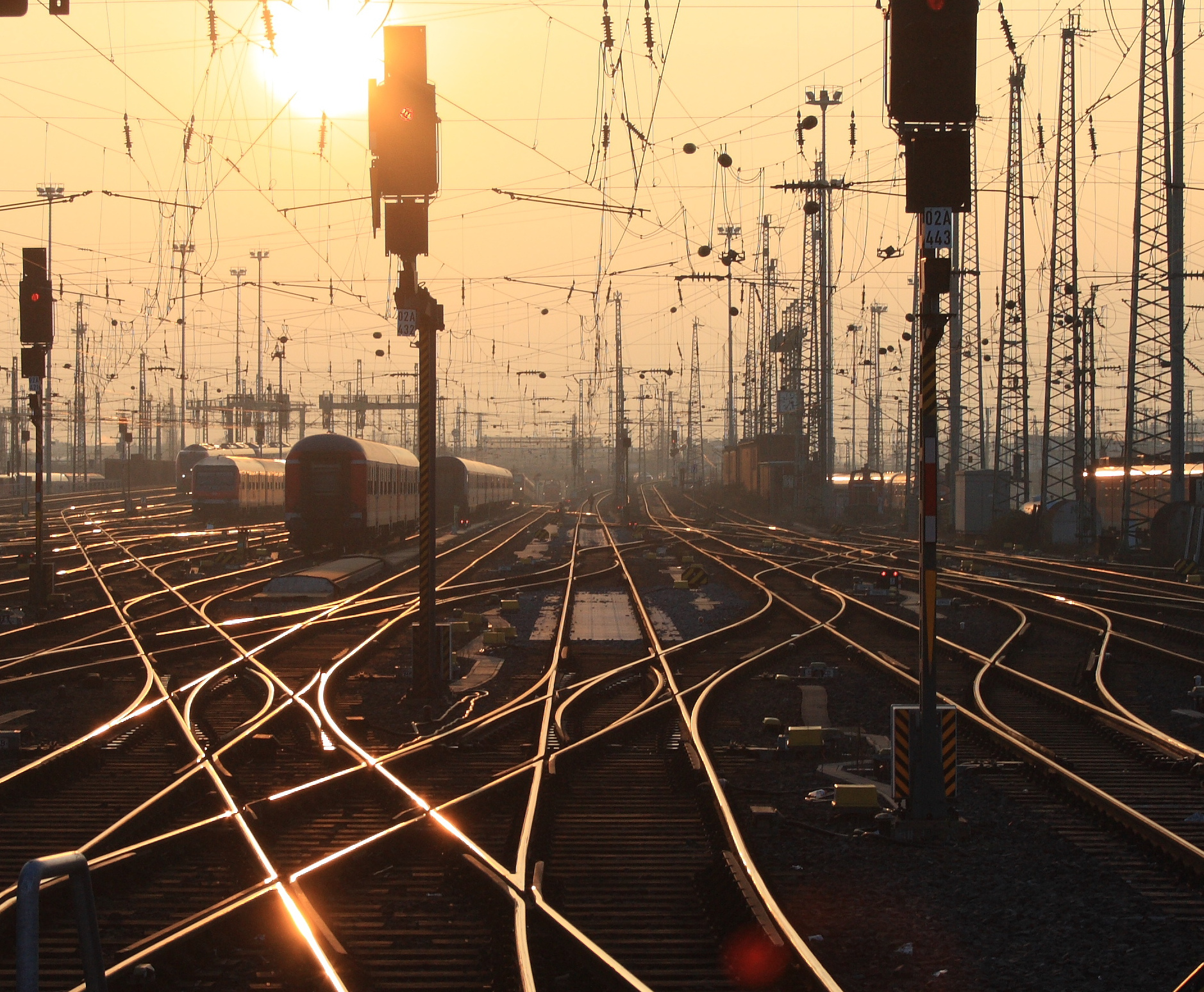
Hay muchos desvíos automáticos en estaciones grandes.

Animación que muestra el funcionamiento de un desvío sin corazón móvil.

Un desvío  o cambio de agujas es un aparato de vía que permite a los trenes cambiar de una vía a otra.
Puede ser derecho o izquierdo, según sea su ubicación en relación con un observador situado entre las agujas del cambio y mirando hacia el cruzamiento. Se componen de unas agujas (raíles móviles) que se apoyan en su respectiva contraaguja (raíl fijo) y que están unidas al rail mediante una soldadura o uniones atornilladas, dependiendo el tipo de desvío, dejando una parte del patín suprimido para permitir la flexibilidad necesaria para moverse y acoplar o desacoplar la punta de la aguja sobre la contraaguja. A su vez, la cabeza de la aguja está mecanizada para permitir el adecuado acoplamiento.

## Componentes
Los componentes principales del desvío son las agujas (en marrón), las contraagujas (en negro), los contracarriles (en azul) y el corazón (en verde):
Y los tramos de los que se compone son: Cambio de agujas (1),  Carriles de unión (2) y Cruzamiento (3).
Las agujas tienen la cabeza limada para permitir que encajen con su respectiva contraaguja, guiar y soportar las ruedas del tren. Estas agujas se pueden fabricar a partir de raíles normales o raíles especiales para agujas. Existen perfiles especiales de eclisa más gruesa y se usan especialmente para hacer agujas más largas y robustas que permiten mayor velocidad de circulación. Según el ángulo que formen en el cambio, las agujas serán:
- Aguja curva secante
- Aguja curva tangente de punta recta
- Aguja curva tangente de punta achaflanada

Esta última es la que proporciona un menor ángulo de desviación y está siendo normalizada en los ferrocarriles europeos. A agujas y contraagujas se unen los tirantes, que unen las agujas con el fin de solidarizar sus movimientos.

### Parámetros
Los parámetros con los que se define un cambio (por ejemplo, en planos o informes que necesiten indicar las características de un cambio) son:
- Ancho de vía
- Tangente del ángulo del cruzamiento
- Largo y tipo de las agujas
- Tipo de riel.
- Radio mínimo de curva del riel de enlace
- Largo de ocupación
- Tipo de cruzamiento

## Vías
De las vías en las que bifurca un desvío se distinguen dos tipos:
- Vía principal: continúa el trazado de la vía anterior
- Vía desviada: es la que se diferencia del trazado anterior, por lo que el tren tiene que hacer curva al tomarla

El mayor problema que plantea el desvío es la velocidad de la vía máxima admisible de la vía desviada, ya que ésta no tiene peralte y el radio de la curva descrita suele ser pequeño. Por tanto la aceleración normal es muy fuerte si no se realizan los desvíos con gran longitud. Las tecnologías recientes han desarrollado nuevas formas de solucionar estos problemas y los golpes con el carril creando corazones y patas de liebre móviles que se unen perfectamente al carril dando más estabilidad al conjunto.
Normalmente los trenes tienen que reducir la velocidad para entrar en una vía desviada, mientras que pueden continuar a la misma velocidad por la vía principal. Por ejemplo, la LAV Madrid-Sevilla permite 300 km/h por vía directa y 160 km/h por vía desviada:
| Tipo de desvío | Velocidad máxima (km/h) | Velocidad máxima (km/h) |
| Tipo de desvío | Vía directa             | Vía desviada            |
| -------------- | ----------------------- | ----------------------- |
| A              | 140                     | 30                      |
| B              | 160 o 140*              | 30, 45 o 60*            |
| C              | 200                     | 45, 50 o 60*            |
| V              | 200                     | 100                     |
| AV             | 300                     | 160                     |
| AV+            | 350                     | 220                     |

## Desvío de corazón móvil
En un desvío convencional, en el cruce del corazón entre ambos trazados la rueda del tren tiene que pasar por un tramo en el que no hay carril, lo que provoca los mayores problemas en los cambios. Para evitar este tramo se utilizan desvíos de corazón móvil, que disponen de piezas móviles en esta zona que permiten que la continuidad de la banda de rodadura sea completa en ambos trayectos a lo largo de todo el desvío.

## Edificio
A lo largo del siglo XX, proliferaron las casetas de enclavamiento o de palancas. Con estas se permitía a un solo guardagujas controlar los cambios de todo un tramo, además de estar protegido de las condiciones climáticas. La primera en España se construyó en 1882 en la actual Plaça de les Glories Catalanes, en Barcelona.